# Honorius II. (Gegenpapst)
Pietro Cadalus von Parma († 1071 oder 1072) war vom 28. Oktober 1061 bis Pfingsten 1064 (1072) unter dem Namen Honorius II. Gegenpapst zu Papst Alexander II.
Nach dem Tode Papst Nikolaus’ II. hatte die seinerzeitige Reformpartei unter Führung des damaligen Archidiakons Hildebrand, des späteren Papstes Gregor VII., den aus mailändischem Adel stammenden Anselmo da Baggio als Alexander II. zum Papst gewählt.
Die kaiserliche Partei in Deutschland wurde nicht an der Erhebung beteiligt und erkor daraufhin den aus veronesischem Adel stammenden früheren Kanzler Kaiser Heinrichs III. und nunmehrigen Bischof von Parma, Pietro Cadalus, der den Namen Honorius II. annahm.
Die Politik der Kaiserin Agnes, der Witwe Heinrichs III., blieb aber inkonsequent, weil sie es in der Folgezeit unterließ, den Anspruch Honorius’ auf die Tiara auch tatkräftig zu unterstützen. Gleichwohl gelang es Pietro Cadalus im April 1062, mit Gewalt in Rom einzuziehen.
Aber schon im Mai wurde er von Herzog Gottfried von Lothringen, dem Markgrafen von Tuszien, gezwungen, sich nach Parma zurückzuziehen. Gleichzeitig wurde Alexander II. angehalten, so lange in sein Bistum Lucca zurückzukehren, bis der deutsche König, Heinrich IV., eine Entscheidung in dieser Sache getroffen hätte.
Der zwölfjährige Heinrich IV. war aber inzwischen von Erzbischof Anno von Köln in seine Gewalt gebracht worden (Staatsstreich von Kaiserswerth).
Auf der Synode zu Augsburg im Oktober 1062 wurde eine Überprüfung der Rechtmäßigkeit der Wahl Alexanders II. angeordnet. Nachdem der Gesandte Annos, Bischof Burchard II. von Halberstadt, die Wahl Alexanders für rechtmäßig erklärt hatte, wurde dieser 1063 als legitimer Papst anerkannt und gleichzeitig Honorius exkommuniziert. Auf der Synode von Mantua am 31. Mai 1064 wurde diese Entscheidung offiziell bestätigt und Honorius II. wurde gebannt. Auch die deutschen Bischöfe erkannten hiernach Alexander II. als rechtmäßigen an.
Pietro Cadalus kehrte in die Lombardei zurück, gab aber seinen Anspruch auf den Heiligen Stuhl bis zu seinem Tode nicht auf, ein aktives Eingreifen in die Politik gelang ihm aber nicht mehr.